# Pérdida de compasión
La pérdida de compasión es la tendencia a experimentar una disminución de la empatía a medida que aumenta el número de personas que necesitan ayuda. Como un tipo de sesgo cognitivo, tiene un efecto significativo en el comportamiento prosocial a partir del cual se genera la conducta de ayuda. El término fue desarrollado por el psicólogo e investigador Paul Slovic.
Este fenómeno se puede observar especialmente en la renuencia de los individuos a ayudar cuando se enfrentan a crisis masivas. En consecuencia, y directamente vinculado a la idea de la pérdida de la compasión está lo que Slovic, junto con Deborah Small, denominan el colapso de la compasión, una teoría psicológica que denota la tendencia humana a alejarse del sufrimiento masivo. Slovic también introdujo el concepto de entumecimiento psicofísico -la disminución de la sensibilidad al valor de la vida y la incapacidad de apreciar la pérdida- al adoptar una interpretación colectivista del fenómeno del entumecimiento psíquico para analizar cómo responden las personas a las atrocidades masivas.
La explicación más común para la pérdida de la compasión es el uso de un atajo mental o heurística llamada heurística de la afectividad, que hace que las personas tomen decisiones basadas en vínculos emocionales con un estímulo. Otras explicaciones para la pérdida de compasión incluyen el sesgo afectivo (la empatía es mayor cuando uno es capaz de visualizar a una víctima) y la regulación emocional motivada (cuando las personas suprimen sus sentimientos para evitar sentirse emocionalmente abrumadas). Otros sesgos cognitivos que contribuyen a la desaparición de la compasión incluyen el efecto de víctima identificable (IVE), la pseudoineficacia  y el efecto de prominencia.
El término pérdida de compasión también se ha utilizado en referencia a "la aritmética de la compasión".

## Descripción general
Según el psicólogo Paul Slovic,

A single child fallen down a well or dying of starvation stirs our hearts and moves our hands (and wallets) to action. Yet as soon as the number of victims increases to two, compassion—both affective and behavioral—begins to wane. Such compassion fade (i.e., decreases in helping behavior or support for it) has been widely documented in the humanitarian domain and is troubling for at least three reasons. First, it defies our normative beliefs about how we should value the lives of those in need. Second, it contradicts our intuitions about how we ourselves would react when asked to aid others. Third, it suggests that confronting large-scale humanitarian and (perhaps) environmental crises—from Mass Starvation to climate change—may not only involve overcoming political and economic hurdles but also insidious psychological ones as well.
Un solo niño que cae en un pozo o muere de hambre nos conmueve el corazón y nos mueve a la acción (y a nuestras billeteras). Sin embargo, tan pronto como el número de víctimas aumenta a dos, la compasión (tanto afectiva como conductual) comienza a menguar. Este desvanecimiento de la compasión (es decir, la disminución de la conducta de ayuda o del apoyo a la misma) ha sido ampliamente documentado en el ámbito humanitario y es preocupante por al menos tres razones. En primer lugar, desafía nuestras creencias normativas sobre cómo debemos valorar las vidas de quienes lo necesitan. En segundo lugar, contradice nuestras intuiciones sobre cómo reaccionaríamos nosotros mismos si se nos pidiera ayudar a otros. En tercer lugar, sugiere que enfrentar crisis humanitarias y (quizás) ambientales a gran escala (desde la hambruna masiva hasta el cambio climático) puede implicar no solo superar obstáculos políticos y económicos, sino también psicológicos insidiosos.

### Definición
El término "pérdida de compasión" acuñado por Slovic, es la tendencia de las personas a experimentar una disminución de la empatía a medida que aumenta el número de personas que necesitan ayuda. Se trata de un tipo de sesgo cognitivo que explica la tendencia a ignorar información no deseada a la hora de tomar una decisión, por lo que es más fácil justificarla.
El término compasión en este caso se refiere al comportamiento compasivo, es decir, la intención de ayudar o el acto de ayudar. De esta manera, la pérdida de compasión puede explicarse por los procesos cognitivos que conducen a la conducta de ayuda. Primero está la respuesta del individuo al grupo de víctimas, seguida de la motivación para ayudar, que genera a su vez la intención o el acto de ayudar. Un modelo conceptual de ayuda destaca la preocupación por uno mismo y la preocupación por los demás como mediadores de la motivación. Dentro de la teoría de la pérdida de la compasión, las personas tienden a verse influenciadas por:  
- El efecto positivo esperado (autopreocupación)
- Preocupación por los demás (preocupación empática)
- El impacto percibido (híbrido de ambos intereses)

### Contexto
El concepto de pérdida de compasión fue introducido en 1947 a través de una declaración comúnmente atribuida a Iósif Stalin (pero acuñada originalmente por Kurt Tucholsky en 1925 ): “la muerte de un hombre es una tragedia, la muerte de millones es una estadística”.
La teoría económica y psicológica tradicional de la elección se basa en el supuesto de que las preferencias están determinadas por la valoración objetiva de un artículo. Las investigaciones de los años 1960 y 1970 realizadas por los psicólogos Paul Slovic y Sarah Litchfield analizaron por primera vez los mecanismos emocionales en la evaluación de riesgos y desarrollaron la teoría de la construcción de preferencias: las personas tienden a sopesar de manera desigual las posibles alternativas al tomar una decisión. 
El término “adormecimiento psíquico” fue acuñado en 1997 para describir la relación no lineal entre la prestación de ayuda y el número de vidas en riesgo. Explica cómo se percibe cognitivamente la valoración de las vidas: cada vida disminuye en valor marginal a medida que aumenta el número de víctimas. A principios de la década de 2000, una investigación del economista conductual Daniel Kahneman descubrió que las personas tienen diferentes reacciones emocionales y cognitivas ante la información numérica. Una investigación similar realizada por Slovic en 2007 demostró que las respuestas emocionales de las personas disminuyeron a medida que aumentaba el número de vidas, lo que llevó a la pérdida del desarrollo de la compasión. 

### La pérdida de compasión y crisis masivas
La pérdida de compasión se puede observar especialmente a través de la renuencia de las personas a ayudar cuando se enfrentan a crisis masivas, ya que la respuesta al número de víctimas involucradas en un evento está determinada por el equilibrio entre el interés propio y la preocupación por los demás. Según el concepto de sesgo de confirmación, las personas tienden a considerar el interés propio junto con la preocupación por los demás. Una respuesta apática después de un gran número de víctimas se considera normal porque las personas tienen una capacidad limitada para sentir simpatía ; por lo tanto, a la inversa, una respuesta emocional da lugar a la voluntad y capacidad del individuo para ayudar.
En consecuencia, directamente vinculado a la idea de la pérdida de la compasión está lo que Slovic, junto con Deborah Small, denominan el colapso de la compasión, una teoría psicológica que denota la tendencia humana a alejarse del sufrimiento masivo.
Un artículo, escrito por Slovic y Daniel Västfjäll, establece una fórmula simple para el colapso: 
Donde la emoción o sentimiento afectivo es mayor en N = 1 pero comienza a desvanecerse en N = 2 y colapsa en un valor más alto de N que se convierte simplemente en "una estadística".
También vinculado a la pérdida de la compasión y al colapso de la misma está el fenómeno del entumecimiento psíquico, la tendencia de los individuos o las sociedades a retirar la atención de las experiencias traumáticas pasadas o de las amenazas futuras. Para explicar cómo responde la gente a las atrocidades masivas, Slovic adaptó el concepto de entumecimiento psíquico e introdujo la idea del entumecimiento psicofísico, la disminución de la sensibilidad al valor de la vida y la incapacidad de apreciar la pérdida. En otras palabras, según Slovic, "cuanto más mueren, menos nos importa". 
Los investigadores propusieron que en la mente humana, los grupos grandes son casi tambaleantes y, por lo tanto, prefieren participar en la regulación de sus emociones para limitar sus niveles abrumadores de emociones debido a sus experiencias. Esto se debe a que los individuos tienden a no desarrollar una regulación emocional en comparación con la de los grupos.

## Medidas

### Valoración en función del número de víctimas
La pérdida de compasión contradice el modelo tradicional de valoración de la vida que supone que todas las vidas deben ser valoradas por igual. Los datos empíricos sobre donaciones caritativas revelaron que las donaciones no están relacionadas linealmente con el número de víctimas, sino que disminuyen a medida que aumenta su número. Este concepto se denomina entumecimiento psicofísico o psíquico. Una función de adormecimiento psicofísico representa el número de vidas en riesgo en función del valor de salvarlas. De acuerdo con la teoría de la pérdida por compasión, la función ilustra un aumento marginal decreciente a medida que aumenta el número de vidas en riesgo. Por ejemplo, cuando una vida está en riesgo, el valor es $100; cuando diez vidas están en riesgo, el valor disminuye a $80; y cuando cincuenta vidas están en riesgo, el valor disminuye a $50. La compasión se desvanece porque la gente percibe que, a medida que aumenta el número de vidas que necesitan ayuda, la individualidad disminuye y, por lo tanto, el valor de la vida disminuye.

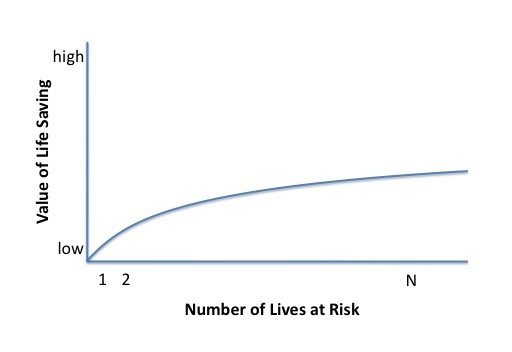
Asociación entre el número de vidas en riesgo y el valor de salvar una vida

Los efectos de la compasión se desvanecen en la valoración del número de víctimas, como se ve a través del efecto de singularidad. Las investigaciones han demostrado que cuanto más información se proporciona sobre el tamaño del grupo, más afecta negativamente la valoración de las vidas.
Otros estudios que investigaron la pérdida de la compasión con un número menor de víctimas no fueron efectivos al utilizar este prototipo porque no es difícil imaginar imágenes completas de víctimas con aumentos de números menores. 

### La valoración en función de las vidas humanas
La pérdida de compasión se puede medir conceptualmente mediante el número de vidas en función de la respuesta emocional. El modelo tradicional para valorar las vidas humanas supondría que las reacciones emocionales y el número de vidas están correlacionados positivamente. Sin embargo, las investigaciones encontraron que las personas no tienen la misma respuesta cognitiva y emocional ante el número de víctimas necesitadas. La creciente disminución marginal de la respuesta emocional al número de vidas en riesgo es la base de la teoría de la pérdida de la compasión.
Una investigación de Paul Slovic descubrió que la pérdida de una sola apariencia identificable provoca una mayor respuesta emocional, mientras que las personas se vuelven apáticas a medida que aumenta el número de vidas en riesgo porque es demasiado angustiante emocionalmente para comprenderlo. Investigaciones similares sugieren que la compasión se desvanece tan pronto como el número de víctimas aumenta de uno.
La relación negativa entre la respuesta emocional y la valoración de la vida humana explica por qué la vida no se valora por igual. Explica conceptualmente por qué la compasión no logra iniciar procesos emocionales que conduzcan a una conducta de ayuda. Los efectos de esta relación se pueden ver a través del efecto de singularidad y la pseudoineficacia.

## Causas
La explicación más común para la pérdida de la compasión es el uso de un atajo mental llamado "heurística del afecto", que hace que las personas tomen decisiones basadas en vínculos emocionales con un estímulo.
Si bien en el pasado existía la opinión de que los humanos toman decisiones de acuerdo con la teoría de la utilidad esperada, las teorías actuales sugieren que las personas toman decisiones a través de dos mecanismos de pensamiento diferentes delineados en la teoría del proceso dual. En consecuencia, la pérdida de compasión es un fenómeno irracional que se lleva a cabo a través de los mecanismos de pensamiento del sistema 1. El sistema 1 se caracteriza por patrones de pensamiento rápidos, automáticos, sin esfuerzo y asociativos, y a menudo está impulsado por las emociones; en contraste, el sistema 2 es un proceso más lento y que requiere más esfuerzo, mediante el cual los pensamientos iniciales se contrastan con otros conocimientos conocidos, lo que conduce a decisiones racionales y meditadas. Es este elemento emocional del sistema 1 el que lleva a las personas a ver cómo los efectos de la compasión se desvanecen, a medida que los humanos toman decisiones basadas en el afecto y los sentimientos de emoción sobre los hechos de la situación.
Otras explicaciones para la pérdida de compasión incluyen: sesgo afectivo (la empatía es mayor cuando uno es capaz de visualizar a una víctima) y regulación emocional motivada (cuando las personas suprimen sentimientos para evitar sentirse emocionalmente abrumadas).
El colapso de la compasión ocurre porque las personas regulan activamente, quizás inconscientemente, sus emociones para retener la compasión que sienten por los grupos de personas que sufren.

### Imágenes mentales y atención
La compasión se experimenta mejor cuando un individuo es capaz de prestar más atención e imaginar más vívidamente a la víctima. La investigación psicológica sobre la teoría de la elección descubrió que los estímulos mentales vívidos juegan un papel importante en el procesamiento de la información. Dado que la capacidad humana para sentir compasión es limitada, las imágenes mentales más vívidas están estrechamente relacionadas con una mayor empatía. Las víctimas individuales y aisladas tienden a ser más fáciles de representar mentalmente con mayor detalle. Un gran número de víctimas es más difícil de imaginar, por lo que la imagen se vuelve más despersonalizada y provoca apatía en el individuo y una falta de empatía.
Los estudios sobre sesgos cognitivos categorizan esta tendencia como una "heurística" para explicar que las personas toman decisiones en función de la facilidad con la que se procesa la información. Es más fácil procesar información sobre un único objetivo (es decir, una víctima) que sobre un objetivo abstracto (es decir, múltiples víctimas) que, en efecto, pierde el significado emocional asociado a él.
Estudios similares han demostrado que cuando a un individuo se le presentan varias víctimas individuales en un grupo, tiende a sentir menos empatía hacia cualquiera de sus miembros. Para reconocer a cada víctima individualmente, una persona debe centrarse específicamente en las características individuales. Si el individuo no es capaz de desarrollar una imagen cohesiva de estas características, estas imágenes no generarán un comportamiento compasivo.

### Procesamiento de información
La pérdida de compasión puede considerarse un intento de moderar las propias emociones ante una crisis masiva. Las investigaciones respaldan que las personas dejan de prestar atención a sus sentimientos para evitar sentirse emocionalmente abrumadas o angustiadas. Un experimento realizado por Vastfjall y Slovic en 2014 descubrió que las personas que no regulaban sus emociones experimentaban una disminución del efecto de la compasión en su pérdida.
Investigaciones similares sobre obras de caridad mostraron que las personas que eran capaces de procesar la información de manera más efectiva experimentaban respuestas emocionales más fuertes, lo que conducía a mayores donaciones.
La pérdida de compasión puede ser causada por la exposición a un flujo aparentemente incesante de recaudadores de fondos o mendigos ("nunca es suficiente"), así como por el conocimiento de que algunos de ellos son, de hecho, estafadores y que el dinero donado probablemente sea malversado.

### Diferencias individuales
La pérdida de compasión está muy influenciada por factores individuales responsables de los mecanismos cognitivos que afectan las respuestas emocionales. Se creía que la pérdida de compasión estaba relacionada con la inteligencia; sin embargo, estudios han demostrado que la alfabetización numérica y la capacidad de pensar racionalmente influyen más en la preocupación empática del individuo. El pérdida de la compasión se refiere a la capacidad de un individuo para comprender las estadísticas con el fin de desarrollar una imagen mental y dar significado a los datos, lo que conduce a una respuesta más fuerte. Los estudios que probaron las donaciones caritativas mostraron que sólo las personas con menor capacidad numérica y con imágenes más abstractas dieron donaciones menores debido a la falta de respuesta. Investigaciones similares concluyeron que las personas con mayor capacidad de pensar racionalmente deberían experimentar una relación más lineal entre el número de víctimas y las valoraciones.

### Diferencias situacionales

#### Efecto espectador
La pérdida de compasión se ve afectada por factores situacionales, como la cantidad de personas disponibles para ayudar, lo que a su vez afecta los procesos emocionales responsables de la motivación de una persona para ayudar. El efecto espectador es el concepto de que las personas están menos dispuestas a ayudar en presencia de otras personas que cuando están solas. Una investigación realizada a finales de la década de 1960 por Darley y Latane descubrió que sólo el 62% de las personas estaban motivadas a ofrecer ayuda cuando estaban en un grupo de más de cinco personas. Una investigación similar relacionada con la conducta de ayuda encontró que la difusión de la responsabilidad desempeñaba un papel importante en la disminución de la motivación de un individuo para ayudar. Los efectos del efecto espectador sobre la compasión se acentúan cuando el número de personas que necesitan ayuda aumenta y la carga de responsabilidad percibida sobre un individuo disminuye.

## Efectos y resultados asociados
Otros sesgos cognitivos que contribuyen a la desaparición de la compasión incluyen el efecto de víctima identificable, la pseudoineficacia   y el efecto de prominencia.  Estos efectos muestran cómo la compasión se desvanece es un proceso de pensamiento irracional impulsado por cuánta emoción uno siente por una determinada causa. Al comprender estos efectos, las organizaciones benéficas pueden utilizarlos para ayudar a maximizar las donaciones al comprender el proceso de pensamiento detrás de por qué las personas donan. 

### Efecto de víctima identificable (IVE)
El efecto de víctima identificable (también conocido como efecto de singularidad) se refiere al concepto de que las personas están más dispuestas a ayudar a una única víctima identificable que a varias no identificadas.
Se ha descubierto que el efecto de singularidad funciona incluso en el caso de una víctima individual en comparación con un par de víctimas. Cuando una organización benéfica dona a dos víctimas en lugar de a una sola víctima, los resultados muestran que se realiza una cantidad significativamente mayor de donaciones a la víctima única. También se encontró que el efecto era menor en las víctimas emparejadas. Este hallazgo proporciona evidencia de cómo la pérdida de compasión es causada por una reacción emocional a un estímulo, ya que cuando las personas sienten menos afecto, son menos propensas a donar o brindar ayuda a una causa. Los investigadores también midieron el nivel en el que los participantes creían que su donación haría una diferencia en la vida de los niños. Las comparaciones entre la condición de niño singular y la condición de niños emparejados muestran que no hubo una diferencia significativa en la probabilidad percibida de que la donación mejorará sus vidas. Esto demuestra cómo la utilidad percibida no es la causa de que este efecto de compasión desaparezca. En lugar de hacer juicios racionales en línea con la teoría de la utilidad esperada, el efecto de singularidad muestra cómo la pérdida de compasión es el resultado de tomar decisiones a través de la heurística del afecto.
También se han propuesto otros razonamientos para el efecto de singularidad. Se ha propuesto que el efecto de singularidad se produce debido a la teoría prospectiva. Este razonamiento establece que el efecto de singularidad ocurre porque el cerebro no percibe que dos tenga el doble de utilidad que uno, por lo que hay una sensación de utilidad decreciente a medida que aumenta el tamaño de la muestra. Además, otras explicaciones afirman que el efecto de singularidad sólo ocurre cuando las personas no tienen conocimiento previo de la situación sobre la que están tomando una decisión. En un estudio que analizó las donaciones para ayudar a los pandas, los ambientalistas donaron de manera uniforme tanto al panda necesitado como a un grupo de 8 pandas, mientras que los no ambientalistas donaron una cantidad significativamente mayor al panda individual. Esto demuestra que cuando se lleva a los participantes a tomar decisiones como respuesta emocional, como lo hizo el no ambientalista, en comparación con aquellos que ya tenían un conocimiento sustancial, hay más evidencia de que la compasión se desvanece. Este efecto de pérdida de la compasión no involucra al sistema dos y solo ocurre cuando dependemos del sistema 1.

### Otros efectos
La pseudoineficacia significa que las personas están menos dispuestas a brindar ayuda a una persona una vez que se dan cuenta del mayor número de personas a las que no pueden ayudar. Esto es el resultado de la voluntad de las personas de ayudar, motivadas por la eficacia percibida de su contribución. La pseudoineficacia está influenciada por la autoeficacia (es decir, la capacidad percibida para ayudar) y la eficacia de la respuesta (es decir, el efecto esperado de la ayuda). La evidencia muestra que una mayor autoeficacia aumenta la eficacia de la respuesta percibida, incrementando así el comportamiento caritativo.
El efecto de prominencia es una situación en la que un individuo favorece la opción que es superior en función del atributo más importante.  En circunstancias en las que se da prioridad a atributos socialmente más deseados, la decisión se acepta y justifica más fácilmente.
El efecto de dominio de la proporción explica cómo las personas no están motivadas a salvar el máximo número de vidas, sino que están motivadas a ayudar a las causas que tienen la mayor proporción de vidas salvadas.

## Efectos y experimentos en el mundo real
A principios de la década de 2000, una investigación del economista conductual Daniel Kahneman descubrió que las personas tienen diferentes reacciones emocionales y cognitivas ante la información numérica. Una investigación similar realizada por Slovic en 2007 demostró que las respuestas emocionales de las personas disminuyeron a medida que aumentaba el número de vidas, lo que llevó al pérdida del desarrollo de la compasión.
Algunos teóricos económicos han argumentado que, dado que las emociones y el comportamiento de ayuda deberían seguir el número de personas que necesitan ayuda, las personas deberían responder con más fuerza cuando más personas sufren, cualquiera sea el contexto. Sin embargo, cuando los psicólogos miden la emoción real y el comportamiento de ayuda, este no es el resultado observado. Más bien, las personas tienden a experimentar emociones fuertes en respuesta a un individuo que necesita ayuda, y esto se traduce en un fuerte deseo de ayudar; pero cuando hay muchos individuos, las personas en realidad sienten menos emociones y actúan con menos caridad.

### Medios de comunicación
La forma en que se presentan los acontecimientos noticiosos afecta la forma en que los espectadores enmarcan los acontecimientos.
Según Mark Hay, la masacre perpetrada por Boko Haram entre el 3 y el 7 de enero de 2015 no recibió casi ninguna atención mediática inmediata; sin embargo, el 7 de enero, cuando 12 satíricos de la revista Charlie Hebdo fueron asesinados en París, "los medios estallaron (y siguen estallando) con indignación sincera y una cobertura constante". Periodistas como Simon Allison del Daily Maverick han argumentado que, si bien la cobertura mediática sesgada es una señal de que los medios y el mundo no lamentan las muertes en África como lo hacen en Occidente, tal sesgo también apunta a una falla más sutil en la capacidad humana natural de las personas para reunir empatía a medida que aumenta el número de víctimas después de una matanza en masa o para ver más allá del hecho de que los números de personas no son personas, sino que son números. 
En su libro European Foreign Conflict Reporting: A Comparative Analysis of Public News, Emma Heywood describió las formas en que se presentan las tragedias masivas, que pueden determinar la cantidad de respuestas compasivas que se suscitan.
Las técnicas que podrían despertar compasión entre los espectadores y que prevalecen en New at Ten se ignoran, lo que permite que las víctimas permanezcan desconocidas y disociadas del espectador. Este enfoque no alienta a los espectadores a interactuar con los pacientes, sino que los libera de cualquier responsabilidad de participar emocionalmente. En lugar de ello, los valores de la compasión quedan relegados a un segundo plano y las oportunidades potenciales de centrarse en la cobertura de las víctimas son reemplazadas por imágenes de lucha y violencia.

### Prestación de ayuda
La pérdida de compasión se ilustra con la renuencia a responder a las crisis a escala global que afectan a un gran número de personas. La evidencia muestra que el comportamiento compasivo (es decir, donaciones financieras, actos de servicio) disminuye a medida que aumenta el número de necesitados.
Las investigaciones sobre donaciones caritativas indican que las donaciones están relacionadas negativamente con la cantidad de personas necesitadas. Por ejemplo, en 2014, el brote de ébola provocó la pérdida de más de 3.400 vidas y las donaciones a la Cruz Roja Estadounidense ascendieron a 100.000 dólares durante un período de seis meses. Sin embargo, en 2015, una campaña de financiación colectiva para que un niño de Nueva York visitara Harvard recaudó más de 1,2 millones de dólares en un período de un mes.

### Crisis ambientales
La investigación sobre la pérdida de compasión se extiende al ámbito medioambiental, donde la falta de respuesta a los desafíos ambientales, como el cambio climático, supone una amenaza para millones de víctimas no identificadas.
Sin embargo, los estudios han demostrado que los efectos de la pérdida de la compasión pueden diferir en los animales no humanos:
- Un experimento de Hsee y Rottenstreich (2004) probó el efecto de víctima identificable como resultado de la pérdida de la compasión. Los investigadores descubrieron que las donaciones para ayudar a un solo panda frente a un grupo de cuatro no eran significativamente diferentes.
- Un estudio de Hart (2011) descubrió que la información proporcionada a las personas sobre los efectos perjudiciales del cambio climático sobre los osos polares generaba una respuesta más fuerte cuando se les presentaba una gran cantidad de osos polares en lugar de uno solo identificable.
- Ritov y Kogut (2011) han demostrado que los efectos de víctima identificables solo ocurrieron cuando se ayudó a miembros del grupo externo.[53] Los investigadores concluyeron que estos hallazgos sugieren que el grado de pérdida de la compasión ambiental está más sujeto a las diferencias individuales y a las percepciones de las vidas no humanas.

### Otros experimentos

#### Cameron y Payne (2011)
Un experimento realizado en 2011 por C. Daryl Cameron y B. Keith Payne probó si eliminar una fuente de motivación para regular las emociones reduciría el colapso de la compasión..
Otros investigadores que también realizaron estudios incluyeron medidas de tres explicaciones alternativas para el colapso de la compasión: distancia psicológica, difusión de la responsabilidad, y el éxito en ayudar a las víctimas. Las personas pueden experimentar menos emociones hacia las víctimas múltiples porque sienten una mayor distancia psicológica de ellas, porque se sienten menos responsables de ayudarlas o porque sienten que su ayuda no tendrá mucha importancia. Sin embargo, si se eliminaran estas alternativas, estas explicaciones respaldarían más el costo financiero como un factor crítico en el colapso de la compasión.
Se promediaron juntos los nueve elementos que miden la compasión. Se realizó un análisis de la varianza (ANOVA) bidireccional entre sujetos para examinar los efectos de la solicitud de ayuda y el número de víctimas en la compasión. Si bien no hubo efectos principales significativos de ninguno de los dos, hubo una interacción significativa entre ellos. Se mostró el patrón de medias para la interacción entre compasión, solicitud de ayuda y número de víctimas; esta interacción sugiere que la diferencia en la compasión hacia 1 versus 8 víctimas dependía de si los participantes esperaban que se les pidiera ayuda a esas víctimas. Cameron y Payne investigaron la interacción examinando primero el efecto de la solicitud de ayuda por separado en los grupos de 1 víctima y de 8 víctimas. En la condición de 1 víctima, no hubo un efecto significativo de la solicitud de ayuda sobre la compasión. En cambio, en la condición de ocho víctimas, los participantes manifestaron una compasión significativamente mayor cuando no se les pedía ayuda que cuando se les pedía ayuda.
Cameron y Payne también examinaron el efecto del número de víctimas por separado en las condiciones de solicitud de ayuda y de no solicitud de ayuda. Cuando se solicitó ayuda, los participantes manifestaron una compasión numéricamente mayor hacia una sola víctima que hacia ocho, aunque este simple efecto no fue significativo. Por el contrario, cuando no se solicitó ayuda, ocho víctimas provocaron significativamente más compasión que una. Al eliminar la expectativa de que se les pidiera a los participantes que donaran dinero, pudieron revertir el colapso típico del patrón de compasión.

#### Tam (2016)
En 2016, el estudiante de honor de la Universidad Northeastern, Ka Ho Tam, contactó a 242 estudiantes universitarios para participar en su estudio, donde leerían historias de personas de diferentes partes del mundo que compartían sus experiencias (por ejemplo, una reunión familiar) o específicas de una cultura en particular (por ejemplo, celebrar un festival etíope).
A continuación, participaron entre 1 y 8 niños etíopes en situación de pobreza, junto con una descripción de cómo sufre la gente de esa parte de Etiopía. Por último, estos participantes completaron cuestionarios para medir la similitud y la compasión hacia los niños etíopes. Tam descubrió que la lectura de las experiencias compartidas generó compasión hacia una sola víctima y no hacia múltiples víctimas. Esto se puede explicar con más detalle diciendo que las personas suprimen activamente la compasión cuando piensan que podría ser abrumadora; esto significa que los humanos responden al sufrimiento de los demás en función de su propio interés personal.

## Fatiga por compasión
El pérdida de la compasión y el colapso de la compasión pueden estar vinculados al concepto de fatiga por compasión. La fatiga por compasión afecta a quienes ocupan puestos en los que se dedica una cantidad significativa de tiempo a responder a información relacionada con el sufrimiento; esto incluye especialmente a las profesiones que se centran en ayudar a los demás, como los trabajadores de la salud, los educadores, los trabajadores sociales, los servicios de emergencia, y así sucesivamente. Además, las personas que cuidan a miembros de su familia también pueden experimentar esta fatiga. Experimentan “agotamiento”, en el que están emocional y/o físicamente exhaustos, lo que disminuye su compasión y empatía hacia los demás en su trabajo.
Como tal, la diferencia entre la pérdida de la compasión y la fatiga por compasión es que la primera se refiere a la actitud del individuo hacia ayudar a las personas que no conoce o a la ayuda que necesita en el mundo; por el contrario, la fatiga por compasión se refiere más a las personas con las que el individuo trabaja e interactúa a menudo.
Algunas investigaciones han sugerido que es la falta de una adecuada tolerancia al malestar lo que hace que las personas se fatiguen en las actividades de compasión. Se ha sugerido que la práctica de la compasión sin prejuicios puede prevenir la fatiga y el agotamiento.